# Araneus microsoma
Araneus microsoma là một loài nhện trong họ Araneidae.
Loài này thuộc chi Araneus. Araneus microsoma được Richard C. Banks miêu tả năm 1909.